# Dietrich de Anhalt-Dessau
Dietrich de Anhalt-Dessau (Dessau, 2 de agosto de 1702-ibidem, 2 de diciembre de 1769) fue un príncipe alemán de la Casa de Ascania y más tarde regente del principado de Anhalt-Dessau. También fue un Generalfeldmarschall prusiano.
Dietrich era el tercer hijo del príncipe Leopoldo I de Anhalt-Dessau, con su esposa morganática, Ana Luisa Föhse.

## Biografía

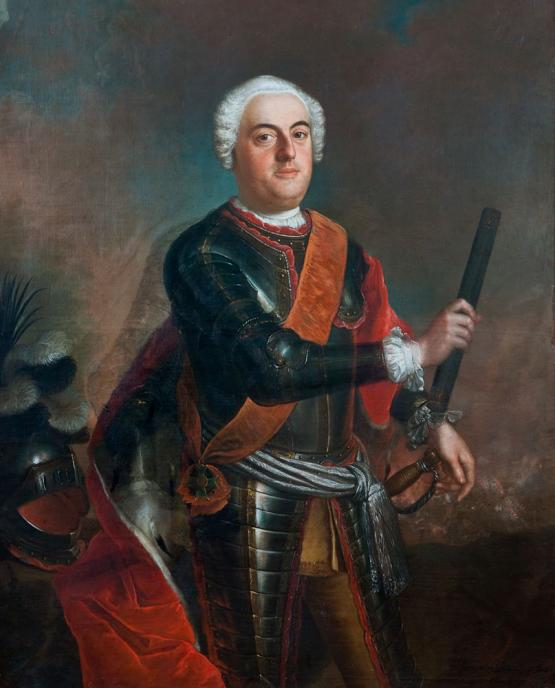
Dietrich de Anhalt-Dessau por Georg Lisiewski (1741).

La introducción de la primogenitura en Anhalt-Dessau en 1727 dejó a Dietrich sin ninguna posibilidad de tomar parte en el gobierno de Dessau. Debido a que su hermano mayor, el príncipe heredero Guillermo Gustavo, había muerto antes que su padre, el segundo hermano, Leopoldo Maximiliano, heredó el título principesco y el gobierno. Después de la muerte de este en 1751, la sucesión pasó a su hijo de 11 años de edad, Leopoldo Federico Francisco. Dietrich actuó como regente de Anhalt-Dessau en nombre de su sobrino hasta 1758, cuando Leopoldo Federico Francisco fue proclamado adulto y asumió el gobierno de su principado.
Dietrich nunca se casó ni tuvo hijos. Posteriormente, su palacio en Dessau fue utilizado por una escuela progresista, "El Philanthropinum".